# Khí quản
Khí quản (tiếng Anh: trachea) là một ống dẫn khí hình lăng trụ, nối tiếp từ dưới thanh quản (larynx) ngang mức đốt sống cổ 6, với hệ phế quản của phổi (lungs). Ở đoạn cuối nó phân chia làm 2 đoạn nối với 2 phế quản chính (primary bronchi): phải và trái, ở ngang mức đốt sống ngực 4 hoặc 5. Nó thuộc hệ hô hấp dưới (lower respiratory tract), có nhiệm vụ dẫn không khí vào ra.

## Chức năng
Ngoài chức năng dẫn khí, khí quản còn có các chức năng quan trọng khác:
- Cho không khí đi qua và làm sạch không khí.
- Điều hòa lượng không khí đi vào phổi.
- Làm tăng khả năng trao đổi khí ở phổi.

Khí quản và phế quản cấu tạo bằng những vòng sụn, nhờ đó đường dẫn khí luôn rộng mở không khí lưu thông dễ dàng. Ở các phế quản nhỏ, có hệ thống cơ trơn (cơ reissessen), các cơ này có thể co giãn dưới tác dụng của hệ thần kinh tự động làm thay đổi khẩu kính của đường dẫn khí để điều hòa lượng không khí đi vào phổi, thần kinh giao cảm làm giãn cơ, thần kinh phó giao cảm làm co cơ. Khi lớp cơ trơn này co thắt sẽ gây cơn khó thở.

## Cấu trúc
Ống sụn khí quản dài khoảng 11–13 cm, có hình ống tròn, phía sau hơi bẹt, đường kính 1,8 cm. Gồm 16 - 20 vòng sụn hình chữ C, nối với nhau bằng các dây chằng vòng, tạo nên sự liên kết đàn hồi. Sụn khí quản có tác dụng chống đỡ duy trì đường hô hấp luôn trong trạng thái mở để quá trình hô hấp được tiến hành bình thường. Khoảng hở phía sau các sụn được đóng kín bằng các cơ trơn khí quản, tạo nên thành màng.
Mặt trong khí quản có niêm mạc che phủ. Lớp này có chứa các hạch tổ chức limphô riêng rẽ và được lợp bởi một lớp biểu mô rung có khả năng chuyển động từ trong ra ngoài.
Dưới niêm mạc là tấm dưới niêm mạc được tạo bởi tổ chức liên kết, bên trong có nhiều sợi chun, tuyến, các mạch máu, bạch mạch và thần kinh.
Nhìn vào trong lòng, ở nơi phân đôi của khí quản nổi gờ lên ở giữa, gọi là cựa khí quản. Nhìn từ trên xuống, cựa khí quản hơi lệch sang bên trái.

### Liên quan
Khí quản dài 15 cm, ở người lớn đường kính khoảng 1,2 cm, di động dễ và có 2 phần: phần cổ và phần ngực.
- Phần cổ nằm trên đường giữa, nông.
  - Phía trước: từ nông vào sâu gồm có da, tổ chức dưới da, mạc nông, lá nông mạc cổ, lá trước khí quản. Eo tuyến giáp che phủ các vòng sụn 2, 3 và 4. Dưới đó là tĩnh mạch giáp dưới, động mạch giáp dưới cùng và tuyến ức ở trẻ em.
  - Phía sau: là thực quản và thần kinh thanh quản quặt ngược. (nằm trong góc giữa khí quản và thực quản).
  - Hai bên là bao cảnh và các thành phần của nó, thuỳ bên tuyến giáp.

Khi có chỉ định, người ta thường mở khí quản bằng cách cắt đứt vài vòng sụn đầu tiên của nó. Tuy thế cũng có thể mở khí quản ở các vòng sụn dưới eo tuyến giáp ngay trên hõm ức, hay có thể đơn giản hơn là mở vào dây chằng nhẫn giáp trong những trường hợp không đủ điều kiện.
- Phần ngực nằm trong trung thất trên, đoạn cuối hơi lệch sang phải vì có cung động mạch chủ tựa vào bên trái.
  - Phía sau: thực quản nằm hơi lệch sang trái và đám rối thực quản.
  - Phía trước: có cung động mạch chủ, động mạch cảnh chung trái, thân tay đầu, rồi đến tĩnh mạch cánh tay đầu trái, tuyến ức.
  - Bên phải: là thần kinh lang thang, cung tĩnh mạch đơn, tĩnh mạch chủ trên.
  - Bên trái: phần trái cung động mạch chủ, động mạch cảnh chung trái và thần kinh quặt ngược thanh quản trái.
  - Dưới chỗ phân chia là nhóm nốt bạch huyết khí - phế quản

## Mạch máu và thần kinh
- Khí quản được nuôi dưỡng bởi các nhánh khí quản của động mạch giáp dưới, thân giáp cổ và động mạch giáp trên, động mạch phế quản.
- Chi phối phế quản là các nhánh thần kinh từ các hạch giao cảm cổ và các thần kinh thanh quản quặt ngược phải và trái.

## Các bệnh về khí quản

### Viêm khí quản (Tracheitis)
Có thể do virus hay vi khuẩn gây ra, hoặc bị kích thích từ hạt bụi siêu nhỏ, khí độc. Nó thường xảy ra cùng lúc với viêm thanh quản (Laryngitis), lúc đó gọi là viêm thanh khí quản (Laryngotracheitis).

### Viêm thanh khí phế quản (croup)
Viêm thanh quản phế quản cấp là tình trạng viêm phù nề cấp tính vùng hạ thanh môn (chỗ hẹp nhất dưới 2 dây thanh). Lứa tuổi thường mắc phải bệnh này là dưới 5 tuổi, do đường thở hẹp nên khi viêm nhiễm gây phù nề làm cho đường dẫn khí càng trở nên chít hẹp hơn, gây nên triệu chứng khó thở.

#### Triệu chứng
Những trẻ bị viêm thanh khí phế quản cấp thường khởi đầu bằng những triệu chứng của cảm như ho, sổ mũi, sốt nhẹ, sau đó 1 – 3 ngày bắt đầu có triệu chứng khàn giọng, khó thở, thở rít, nhất là vào lúc thời tiết trở lạnh như giữa đêm.

## Khí quản nhân tạo
Tháng 6 năm 2011, một nhóm các bác sĩ phẫu thuật dẫn đầu bởi Giáo sư Paolo Macchiarini ở Bệnh viện trường đại học Karolinska, Stockholm, Thụy Điển thực hiện ca phẫu thuật ghép khí quản nhân tạo (được cấy tế bào gốc của bệnh nhân vào) lần đầu tiên trên giới trên người có tên Reykjavik (36 tuổi, người Ai-xơ-len).

## Hình ảnh

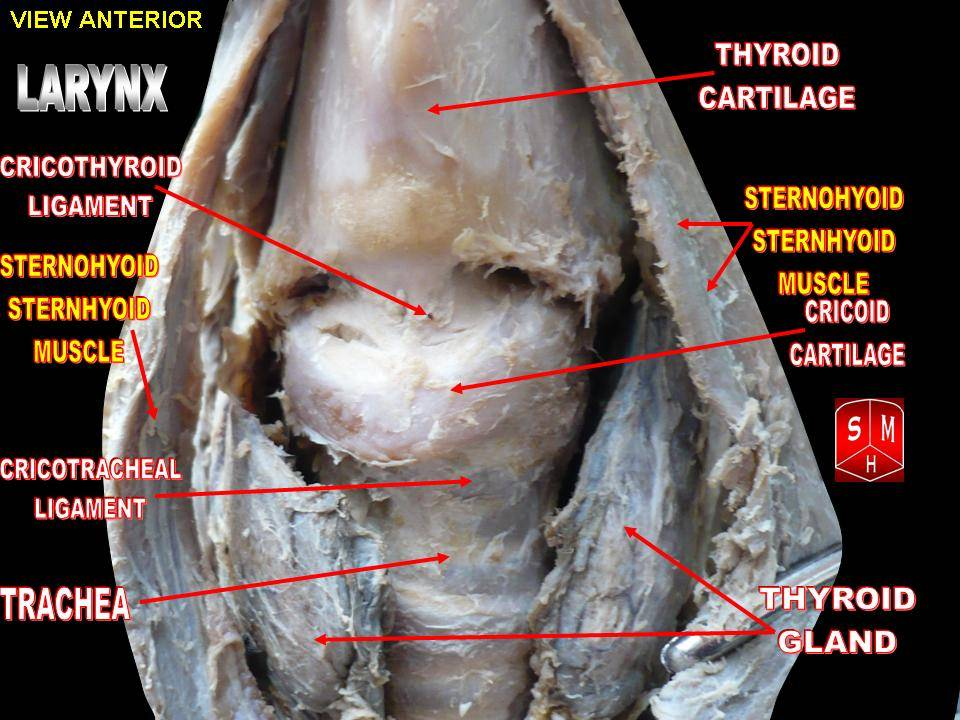
Khí quản.
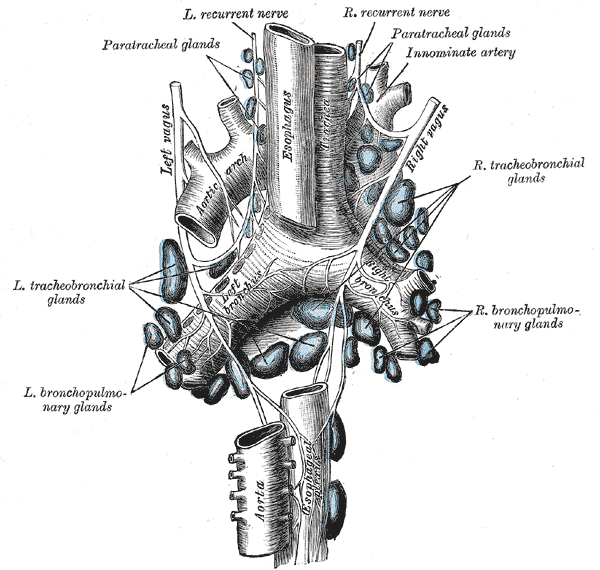
Hạch bạch huyết khí quản.
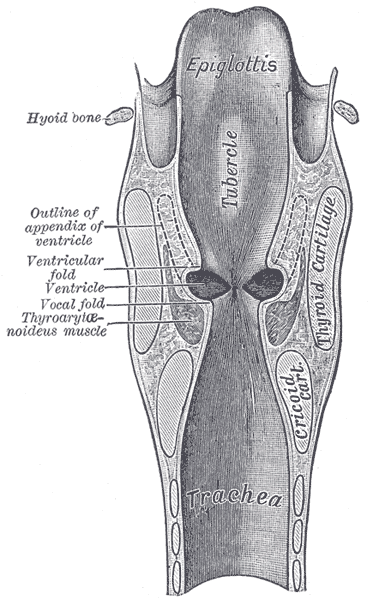
Phần vành của thanh quản và phần trên của khí quản.
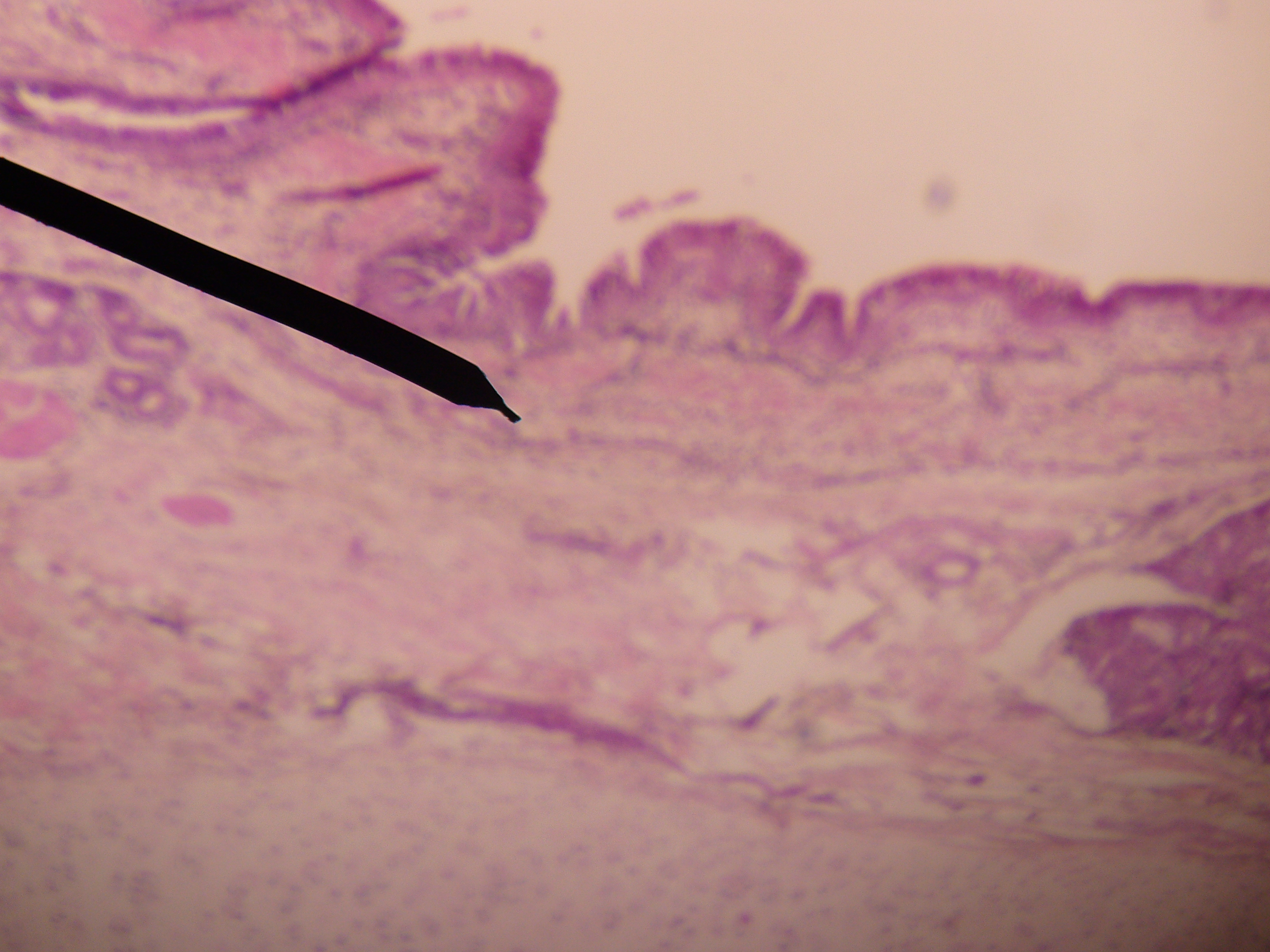
Mặt cắt ngang kính hiển vi của khí quản con người.